# Hugh Mackintosh
Hugh Ross Mackintosh (31 octobre 1870 - 8 juin 1936) est un théologien écossais et ministre de la paroisse qui est modérateur de l'Assemblée générale de l'Église d'Écosse en 1932.

## Biographie
Il est né à Paisley le 31 octobre 1870, où son père (Alexander Mackintosh, marié à Jessie Ross) occupe un poste de l'Église libre gaélique. Il fréquente l'Université d'Édimbourg, puis le New College d'Édimbourg pour étudier la divinité. Il suit également des séances à Fribourg, Halle et Marbourg, où il devient un ami proche de Wilhelm Herrmann.
Son œuvre théologique majeure est son étude sur la personne du Christ. Il arrive à une doctrine kénotique de l'incarnation à la suite de son compatriote écossais P. T. Forsyth. Son autre ouvrage influent est « Christian Experience of Forgiveness », qui tente de reformuler de manière créative les doctrines protestantes de justification et d'expiation. Il soutient que la justification est le pardon et que la croix est le prix du pardon pour Dieu. Il enseigne également la dogmatique à Thomas F. Torrance – (théologie systématique).
Il est pasteur de l'Église libre à Tayport (1897-1901) et, à la suite de la création de l'Église libre unie d'Écosse en 1900, de la Beechgrove Church à Aberdeen (Église UF) (1901-1904), avant de devenir professeur de théologie au New College. (1904-1936).
L’Église d’Écosse et l’Église libre unie d’Écosse s'unissent en 1929. Mackintosh est élu modérateur de l'Assemblée générale de l'Église d'Écosse en 1932.
Il décède le 8 juin 1936 et est enterré avec sa femme, Jessie Air (1877-1951), au cimetière Morningside, à Édimbourg.

## Publications
- The Doctrine of the Person of Christ
- The Originality of the Christian Message
- Immortality and the Future of the Christian Doctrine of Eternal Life
- Selections from the Literature of Theism
- Types of Modern Theology